# Symmachia virgaurea
Espèce
Symmachia virgaurea est un insecte lépidoptère appartenant à la famille  des Riodinidae et au genre Symmachia.

## Taxonomie
Symmachia virgaurea a été décrit par Hans Ferdinand Emil Julius Stichel en 1910.

### Sous-espèces
- Symmachia virgaurea virgaurea
- Symmachia virgaurea caucaensis Salazar et Constantino, 2000[1].

## Description
Symmachia virgaurea est un papillon aux ailes antérieures pointues et à un bord costal convexe, et aux ailes postérieures à l'angle anal anguleux. Son dessus est rouge ornementé de noir avec une frange noire. Les ailes antérieures ont une marge et un apex noirs ainsi qu'une fine bordure  costale d'où partent de courtes bandes noires ne dépassant pas la cellule. Les ailes postérieures sont bordées et suffusées de noir.
Le revers est noir avec une plage orangée plus ou moins marquées au niveau de l'aire discale et postdiscale des ailes antérieures préservant l'apex noir.

## Écologie et distribution
Symmachia virgaurea est présent en Colombie.

### Protection
Pas de statut de protection particulier.